# دهل
دُهُل از سازهای کوبه‌ایِ موسیقیِ ایرانی است. دهل طبلی بزرگ و دورویه‌ای که هر دو طرف آن پوستی از گاو یا گاومیش دارد، است. در متن‌های مختلف نام آن، داول، تاول و داوول آمده است. ساز دهل در دو منطقهٔ سیستان و خراسان بسیار مرسوم و پرکاربرد است.

## ویژگی
شکلی از آن به همراه سرنا در مناطق روستایی نواخته می‌شود. نوازنده، دهل را با ریسمانی که از شانه‌ها می‌گذرد به خود آویخته و با دو مضراب مختلف می‌نوازد. برخی گفته‌اند انتهای مضراب دهل، پارچه‌ای گلوله‌ای شکل دارد ولی دهل را از یک طرف با چوب کلفتی به نام چنگال و از یک طرف با چوب باریکتری به نام دیرک نوازند. البته در نواحی جنوبی ایران مانند هرمزگان و اطراف آن دهل را با دو دست می‌نوازند. در سیستان و خراسان دهل را به کمک یک دست که به دو انگشت آن دو قطعه چوب نسبتاً بلند بطول حدوداً ده سانتیمتر بسته شده و در دست دیگر به کمک یک چوب قوس دار مخصوص می‌نوازند. این ساز به همراه سرنا به ویژه در مراسم عروسی و شادی استفاده شده و بسیار اهمیت دارد.

## تاریخچه
ساز دهل در خاورمیانه و به‌طور خاص در ایران بسیار مرسوم است، اما در هر منطقه‌ای دارای گونه‌های فراوان محلی و بومی با ابعاد و اندازه‌های گوناگون می‌باشد. مستندات زیادی از تاریخچه این ساز وجود ندارد و علت آن احتمالاً غیررسمی، بومی و محلی بودن این ساز است.
اما با توجه به آنچه که ار گذشته نقل شده است، به نظر می‌رسد خاستگاه ساز کوبه‌ای دهل سرزمین سیستان بوده است. سپس به جنوب خراسان، هرمزگان و سایر مناطق کویری ایران صادر شده و پس از آن به کشورهای حوزه خلیج فارس انتقال یافته است.
دهل یا دول در بین سیستانی‌ها به گفته کارشناسان موسیقی فولکلور ومقامی بنیادفرهنگی نیمروز همواره با ساز یا سرنا نواخته می‌شود که پوست استفاده شده دردهل یک طرف از پوست گوسفند ویک طرف از پوست بز است وسرنا نیز از چوب گردو بیشتر استفاده می‌شود البته سرنا و دهل که در شب نواخته می‌شود با آن که در روز استفاده می‌شود تفاوت‌هایی در نوع پوست وچوب است.